# لی چان هیوک
لی چان هیوک (کره‌ای: 이찬혁؛ زادهٔ ۱۲ سپتامبر ۱۹۹۶) خواننده-ترانه‌پرداز، تهیه‌کننده و مؤلف اهل کره جنوبی است. او در آوریل ۲۰۱۴ به عنوان عضو گروه دو نفره AKMU در کنار خواهرش زیر نظر وای‌جی انترتینمنت فعالیتش را آغاز کرد.